# Kleinkastell Ockstädter Wald

Grundrissbefunde zur Zeit der RLK

Das Kleinkastell Ockstädter Wald ist ein römisches Kastell an der westlichen Wetteraustrecke (Strecke 4) des Obergermanischen Limes, der im Jahre 2005 den Status des UNESCO-Weltkulturerbes erlangte. Das heutige Bodendenkmal, von dem noch Geländeverformungen im Boden zu erkennen sind, befindet sich südöstlich von Pfaffenwiesbach, einem Ortsteil der Gemeinde Wehrheim im hessischen Hochtaunuskreis. Vielleicht war es ein Vorgänger des naheliegenden Kastells Kapersburg.

## Lage
Das Kleinkastell liegt am Westhang des Kuhkopfs im Wald in etwa 60 Meter Distanz zum Pfahlgraben des Limes. Es wies bei annähernd quadratischer Form mit Seitenlängen von etwa 50 m mal 58 m eine Fläche von rund 0,2 Hektar auf. Auf der dem Limes abgewandten Seite im Südosten befand sich mittig das einzige Zugangstor der Anlage. Das Kastell wurde auch als Wp 4/11 gezählt.

## Baugeschichte
Das Kastell wurde vermutlich während der Zeit der Flavier (69–96) angelegt. Wahrscheinlich erfolgte die Aufgabe des Garnisonsorts bereits während der Regierungszeit des Kaisers Trajan (98–117), als das Kastell Kapersburg entstand. Anschließend entstand nördlich des Kastellplatzes ein hölzerner Wachturm (Wp 4/11), der später, vermutlich während der Regierungszeit des Kaisers Hadrian (117–138), durch einen quadratischen Steinturm (Wp 4/11) ersetzt wurde. Die Datierung eines sechseckigen Mauerfundaments in der Mitte des Kleinkastells, das zu einem der selteneren sechseckigen Wachtürme am Limes gehört haben könnte, ist unklar.

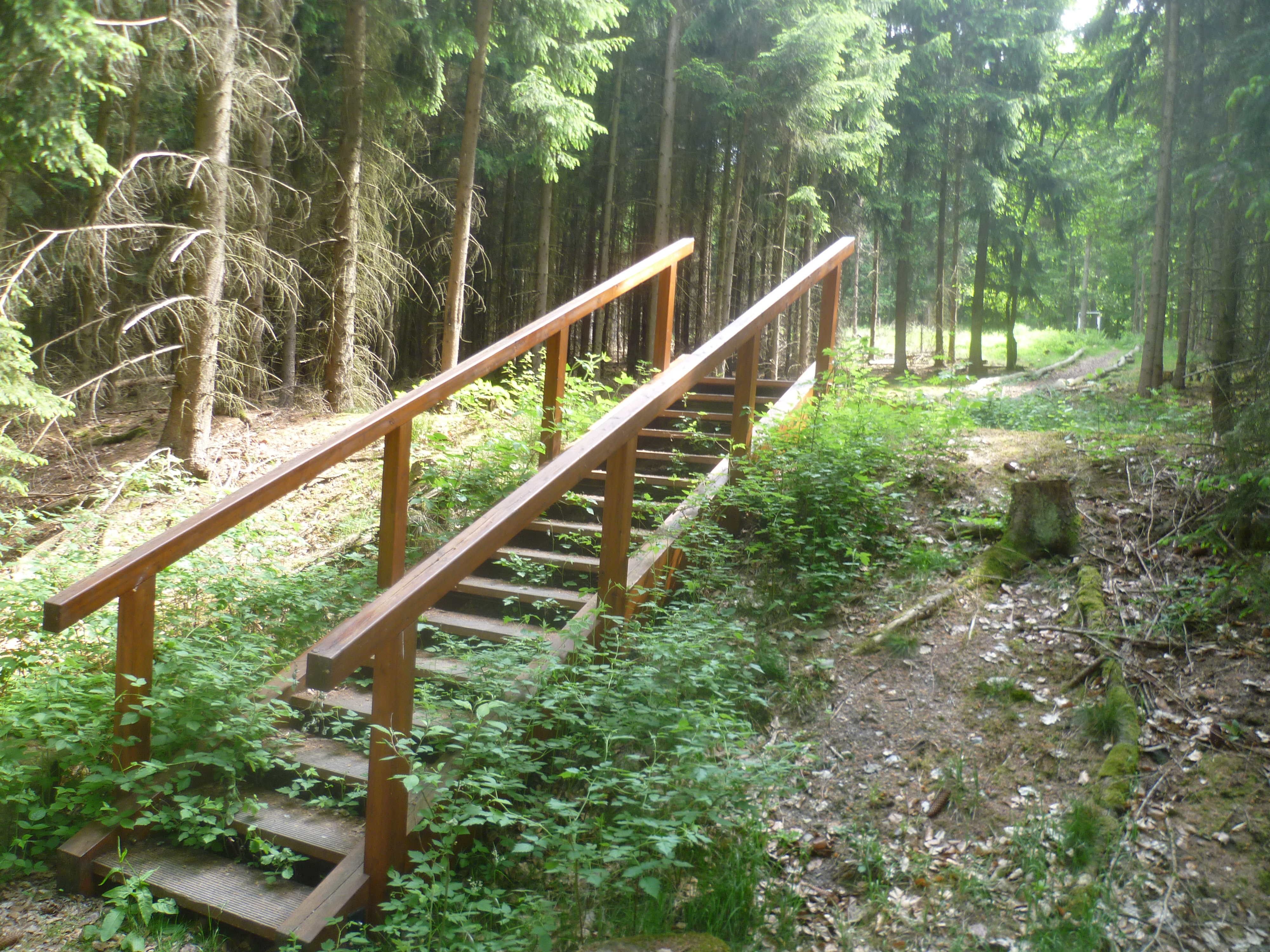
Zugang zum Kleinkastell Ockstädter Wald
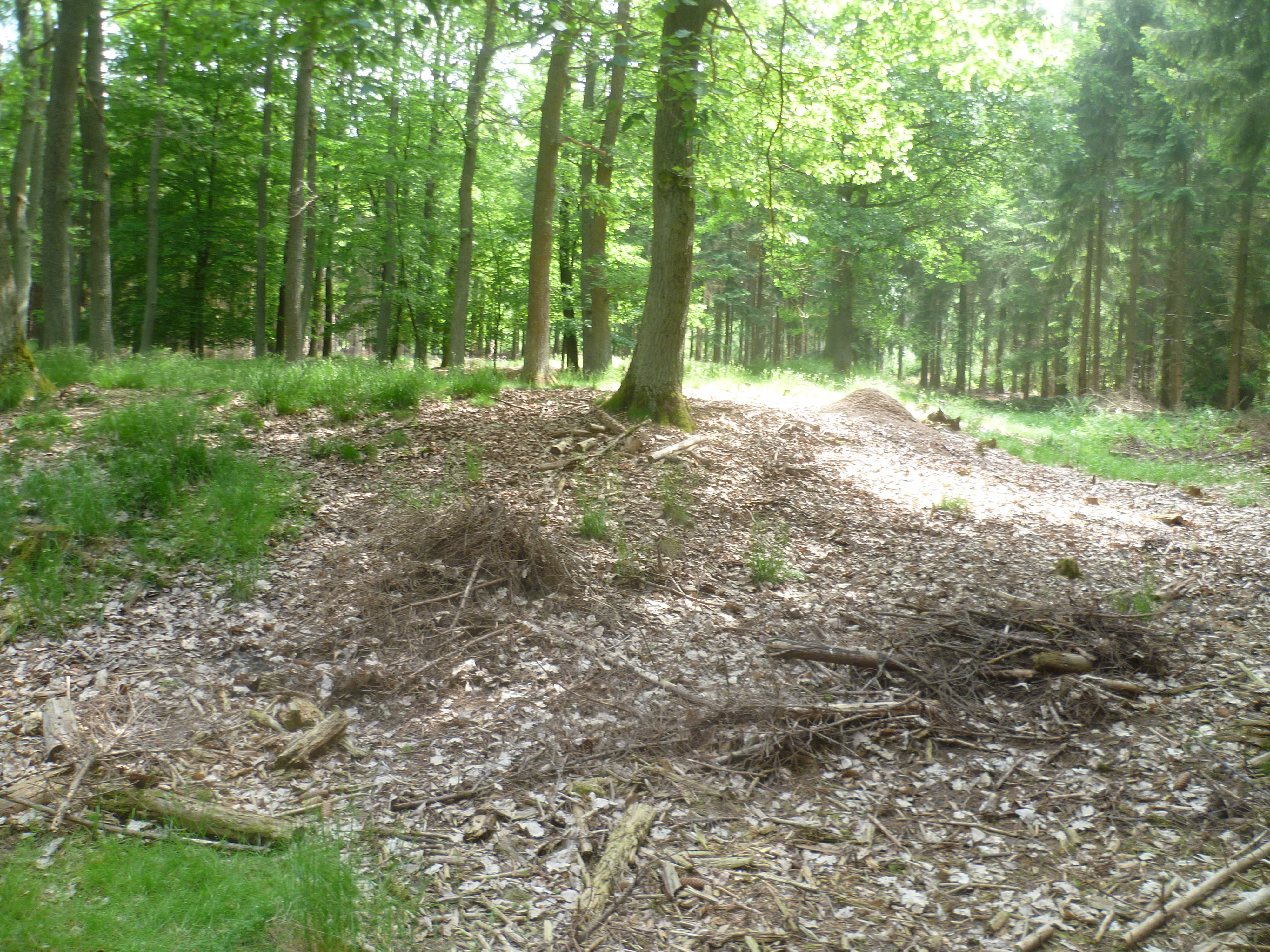
Sichtbare Wallreste des Kleinkastells Ockstädter Wald

## Limesverlauf zwischen dem Kleinkastell Ockstädter Wald und dem Kleinkastell Kaisergrube
| ORL     | Name/Ort                           | Beschreibung/Zustand |            |
| ------- | ---------------------------------- | --- | ---------- |
| Wp 4/11 |                                    | Kleinkastell Ockstädter Wald | siehe oben |
| Wp 4/12 | „Unkenkippel“                      | Flacher Steinturmhügel. |            |
| Wp 4/13 |                                    | Aufgrund des Abstandes zwischen WP 4/12 und WP 4/14 vermutete, aber archäologisch nicht nachgewiesene Turmstelle. |            |
| Wp 4/14 | „Friedberger Burgwald Winterstein“ | Die Reste dreier Wachttürme befinden sich an dieser Stelle. Zwei Holztürme, jeweils mit einem Ringgraben und ein Steinturmhügel. Bei den Ausgrabungen am Steinturm fand sich eine Inschrift des Numerus Nidensium. - Grundriss (Zur Zeit der RLK) - Geländeprofile (Zur Zeit der RLK) - Steinturmhügel (Zustand Mai 2011) - Ringgraben des nördlicheren der beiden Holztürme (Zustand Mai 2011) |            |
| KK      | Kleinkastell Kaisergrube = Wp 4/15 | siehe Hauptartikel Kleinkastell Kaisergrube |            |

## Denkmalschutz
Das Kleinkastell Ockstädter Wald und die anschließenden Wachtürme wurden 2005 als Bestandteil des Obergermanisch-Rätischen Limes in die Liste des UNESCO-Welterbes aufgenommen. Sie sind Bodendenkmäler im Sinne des Hessischen Denkmalschutzgesetzes. Nachforschungen und gezieltes Sammeln von Funden sind genehmigungspflichtig, Zufallsfunde an die Denkmalbehörden zu melden.